# John Muir (Pflanzensammler)

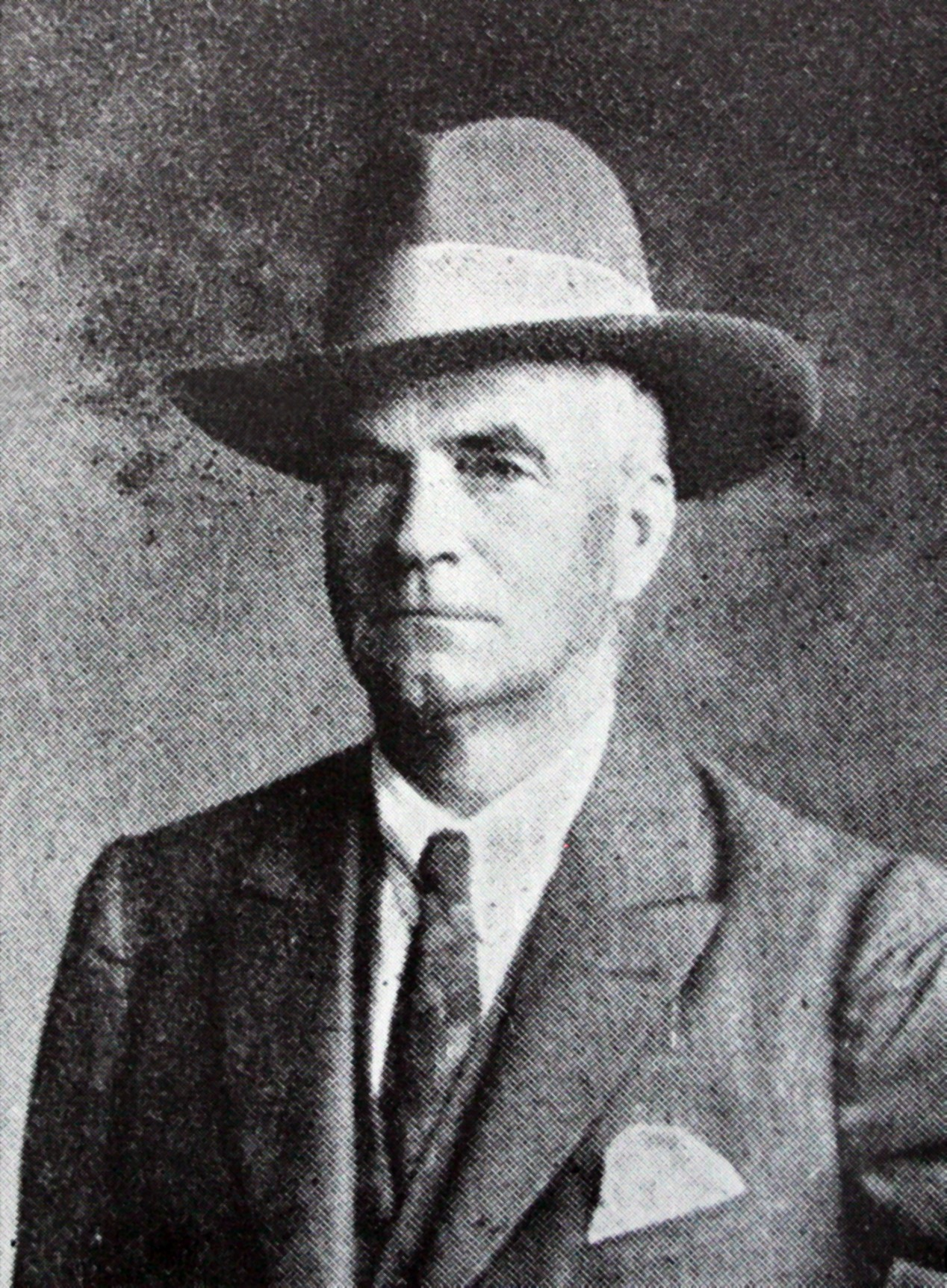
John Muir

John Muir (* 18. Juni 1874 in Castle Douglas, Schottland; † 3. August 1947 in Riversdale, Kapprovinz) war ein schottischer Arzt und Pflanzensammler im südlichen Afrika. Sein offizielles botanisches Autorenkürzel lautet „John Muir“.

## Leben und Wirken
John Muir studierte von 1890 bis 1892 Kunst und Medizin an der Universität Saint Andrews. Er kam 1902 nach Südafrika und praktizierte an verschiedenen Orten. Er  botanisierte und sammelte viel; seine Sammlungen gingen u. a. an die Universität von Stellenbosch und ans Nationalherbar in Pretoria. Er schrieb  The  Flora of  Riversdale und Seed-drift of South Africa. Er war mit Susanna Steyn verheiratet. Seine Tochter  Hortense  Muir  (fl.  1927) sandte lebendes  Pflanzenmaterial an den Nicholas Edward Brown. Sie wurde durch die Artbezeichnung hortenseae geehrt.
1925 entdeckte Muir eine sukkulente Euphorbie, die vier Jahre später durch Rudolf Marloth als Euphorbia susannae beschrieben wurde.

## Ehrentaxon
Zu Ehren von John Muir benannte Nicholas Edward Brown die monotypische Gattung Muiria aus der Familie der Mittagsblumengewächse (Aizoaceae).

## Nachweise
- Anja und Harald Jainta: „Muiria hortenseae - "Mausköpfe" in der Kleinen Karoo (Südafrika)“. In: Kakteen und andere Sukkulenten. 58, (8), 2007, ISSN 0022-7846, S. 206–208
- Biographical Notes on Southern African Botanical Epithets Based on Personal Names, zugegriffen am 31. Juli 2007 (engl.)
- Rikus van Veldhuisen: Euphorbia susannae Marloth, zugegriffen am 31. Juli 2007 (engl.)